# Фладниц-им-Рабталь
Фладниц-им-Рабталь (нем. Fladnitz im Raabtal) — коммуна в Австрии, в федеральной земле Штирия. 
Входит в состав округа Фельдбах.  Население составляет 751 человек (на 31 декабря 2005 года). Занимает площадь 6,32 км².

## Политическая ситуация
Бургомистр коммуны — Эдуард Крен (АНП) по результатам выборов 2005 года.
Совет представителей коммуны (нем. Gemeinderat) состоит из 9 мест.
- АНП занимает 7 мест.
- СДПА занимает 2 места.